# Chiesa di San Giuseppe (Palmi)
La chiesa di San Giuseppe lavoratore è un luogo di culto cattolico di Palmi. L'edificio è ubicato nella frazione di Palmi Scalo.

## Storia
L'antefatto alla costruzione della chiesa avvenne nel 1955, in occasione dei lavori per il raddoppio del binario della Ferrovia Tirrenica Meridionale, a gestione delle Ferrovie dello Stato, nella tratta Gioia Tauro-Villa San Giovanni, quando a causa di una serie di esplosioni e successivi crolli all'interno della galleria tra Palmi e Bagnara Calabra vi fu la morte di 23 operai addetti al consolidamento ed alla posa dei binari.
Un anno dopo la strage la Edison, quale società appaltatrice dei lavori per il raddoppio dei binari, con la collaborazione di mons. Vincenzo Rimedio (economo della chiesa madre cittadina), si adoperò a fare demolire la piccola chiesa che sorgeva nel quartiere di Palmi Scalo, edificando nello stesso sito un nuovo luogo di culto di dimensioni più ampie e più moderno. La chiesa fu costruita negli anni tra il 1959 e il 1960, dedicandola a san Giuseppe lavoratore, e la stessa Edison fece apporre su un muro laterale del tempio una lapide con i nomi delle ventitré vittime, con l'auspicio che il luogo di culto servisse a «perenne memoria» di quel sacrificio.
Per molti anni si celebrarono regolarmente le sante Messe e venne celebrata anche la festività in onore di san Giuseppe con processione per le vie del quartiere. Con il passare dei decenni, la stazione di Palmi diminuì di importanza con conseguente spopolamento del quartiere. Pertanto, in mancanza di fedeli, la chiesa non venne più officiata e lasciata in abbandono.
Nel 1979 il luogo di culto e tutta la città di Palmi passarono dalla giurisdizione della diocesi di Mileto a quella nuova di Oppido Mamertina-Palmi.
Nel periodo tra il 2013 e il 2014 la chiesa è stata completamente ristrutturata grazie all'interesse del "comitato di quartiere Torre-Stazione", che ha restaurato l'edificio dopo circa 35 anni di degrado. Alla cerimonia di inaugurazione della chiesa ristrutturata parteciparono le autorità cittadine e la celebrazione eucaristica venne officiata da mons. Vincenzo Rimedio, vescovo emerito di Lamezia Terme, e da mons. Francesco Milito vescovo della diocesi di Oppido Mamertina-Palmi.

## Descrizione

### Esterno
La facciata della chiesa è a salienti, interamente rivestita di marmo bianco e rosato. Centralmente è collocata una tettoia, con copertura in tegole e che poggia alle estremità su due pilastri, la cui superficie sottostante coperta risulta rialzata di cinque gradini rispetto al sagrato e conduce al portone d'ingresso della chiesa. La tettoia è sovrastata da una finestra con vetrata artistica.

### Interno
Al suo interno la chiesa è formata da una sola navata a pianta poligonale, che corrisponde sia all'aula che al presbiterio, rialzato di un gradino rispetto al resto dell'edificio e che si conclude con una parete di fondo trapezoidale.
Nella controfacciata è posta, in corrispondenza dell'ingresso, una bussola. Ai lati della bussola sono collocate due tele a riproduzione del dipinto di San Giuseppe e Gesù bambino, opera del 1892 di Domenico Augimeri custodita nel duomo cittadino, e del Crocifisso del Louvre. Sempre nella controfacciata sono poste due Stazioni della Via Crucis.
Le pareti laterali risultano scandite verticalmente da pilastri che le suddividono in tre campate ciascuna. In ogni campata è collocata una monofora con vetrata artistica. Le uniche opere d'arte presenti nella campate sono le restanti Stazioni della Via Crucis, oltre ad un confessionale in legno addossato alla parete sinistra. Alla fine delle due pareti sono collocati due dipinti in olio su tela rappresentanti Santa Barbara (2014), lato sinistro, e l' Immacolata Concezione (2014), lato destro.
La parete di fondo, di forma irregolare, presenta centralmente un altare in marmo sormontato da un dipinto in olio su tela raffigurante San Giuseppe con Gesù bambino (2014), opera dell'artista locale Enzo Cicala. Ai lati dell'altare sono collocate una monofora, nella parte destra, e la porta d'accesso ai locali della sacrestia, nella parte sinistra. Dalla sacrestia si accede alla soprastante cantoria, che si affaccia dall'alto sul presbiterio tramite un'ampia apertura con balaustra vetrata. Completano la parete di fondo alcuni quadretti e piccole statuette raffiguranti sempre San Giuseppe con Gesù bambino, l' Immacolata Concezione e la Madonna di Medjugorje.
Il soffitto della chiesa presenta una copertura in cemento armato, con travi disposte trasversalmente all'aula (in corrispondenza dei pilastri delle pareti laterali), e realizzata su due livelli, con la parte centrale soprelevata e suddivisa in specchiature con ulteriori aperture finestrate.
La pavimentazione è invece formata da piastrelle di pietra granitica con corridoio centrale in marmo.

## Festività e ricorrenze
- Festa di San Giuseppe (19 marzo - solo liturgica).

## Titoli
- Chiesa sussidiaria. Il luogo di culto appartiene alla Parrocchia di Maria Santissima del Soccorso.